# Ренди Барнс
Ерик Рендолф Барнс (енгл. Eric Randolph Barnes; рођен 16. јуна, 1966) бивши је амерички бацач кугле и светски рекордер у тој атлетској дисциплини. Освојио је сребрну медаљу на Олимпијади 1988. и златну на Олимпијади 1996. године.
Ренди је рођен у Чарлстону , Западна Вирџинија. Одрастао је у околини Сент Олбанса и почео да тренира бацање кугле у средњој школи.
Године 1985. бацио је куглу импресивних 20,36 метара тежине 5,5 килограма. Након завршетка средње школе у Сент Олбансу 1985 , уписао је Тексас A&M Универзитет где је оборио школски рекорд бацивши куглу тешку 7,26 килограма на даљину од 21.88 метара. Док је био на универзитету, радио је са кондиционим тренером Истваном Јавореком.
На Олимпијским играма 1988. у Сеулу бацио је куглу 22.39 метара и освојио сребрну медаљу са само 22 године. Поставио је нов државни рекорд 20. јануара 1989. у Лос Анђелесу бацивши куглу 22,66 метара. Бацивши куглу 23,12 метара 20.5.1990 оборио је и светски рекорд који је то тад држао Улф Тимерман. Исте те године добио је забрану такмичења на 27 месеци јер је утврђено да је користио стероиде на такмичењу у Малми (Швајцарска).
На Олимпијским играма 1996, Барнс је освојио златну медаљу. Међутим 1998. утврђено је да користи андростенедион што га је коштало доживотне суспензије на Олимпијским играма.